# ابزار ورزشی هیدرولیکی
ابزار ورزشی هیدرولیکی (به انگلیسی: Hydraulic exercise equipment) نوعی دستگاه ورزشی است که در تعدادی از برنامه‌های تمرین قدرتی مورد استفاده قرار می‌گیرد و در بیشتر سالن‌های ورزشی وجود دارند.
دستگاه‌های ورزشی هیدرولیکی برای اولین بار در سال ۱۹۷۰ در شرکت Henley Corporation توسعه یافتند و محبوبیت آن در حال افزایش است.
اصول اساسی پشت این طراحی‌ها بر دینامیک شاره‌ها استوار است یعنی نیرویی که در یک نقطه اعمال می‌شود با استفاده از سیال تراکم ناپذیر معروف به روغن هیدرولیک به نقطه دیگر منتقل می‌شود.
در برنامه‌ریزی ورزشی برای این دستگاه، هر یک از تجهیزات به‌طور خاص برای یک تمرین خاص طراحی شده‌است. نحوه کار این دستگاه، به صورتی است که نیروی وارد شده از طرف کاربر به روش‌های مختلف، به یک اهرم وارد می‌شود و در طی یک سیلندر، روغن هیدرولیک، آن را به پیستون آن طرف سیلندر منتقل می‌کند. سیلندر از قبل با روغن هیدرولیک پر می‌شود تا با حرکت پیستون جابجا می‌شود. از طریق یک روزنه نیز می‌توان میزان مایع را تنظیم کرد.
میزان اصطکاک با توجه به میزان نیروی وارد شده و اندازه روزنه تنظیم کننده میزان روغن هیدرولیک، تعیین می‌شود. این ویژگی مهم این طرح است و اجازه می‌دهد اصطکاک به سطح قدرت کاربر بستگی پیدا کند.